# Koniec świata, czyli kogel-mogel 4
Koniec świata, czyli kogel-mogel 4 – polska komedia filmowa z 2022 roku w reżyserii  Anny Wieczur-Bluszcz. Jest to czwarta część komediowej serii zapoczątkowanej przez Kogel-mogel (1988).

## Podstawowe informacje
Autorką scenariusza jest Ilona Łepkowska, reżyserem Anna Wieczur-Bluszcz. Premiera filmu planowana była w styczniu 2021 roku, ale ze względu na obostrzenia związane z pandemią COVID-19 w Polsce, premierę przesunięto na 7 stycznia 2022 roku.
Film był współfinansowany przez Polski Instytut Sztuki Filmowej; okres zdjęciowy - 14 lipca do 22 sierpnia 2020 roku. Zdjęcia do filmu powstały w następujących lokalizacjach: Somianka, Pomiechówek, Serock, Popowo Kościelne, Popowo-Parcele i Warszawa.
Był to ostatni film w filmografii Katarzyny Łaniewskiej, Pawła Nowisza i Krzysztofa Kiersznowskiego, którzy zmarli przed jego premierą.
Początkowo film zapowiadany był jako ostatnia część serii. Jednak 24 sierpnia 2023 roku rozpoczęto zdjęcia do części piątej.

## Fabuła
Marcin (Nikodem Rozbicki) jest zakochany w Agnieszce (Aleksandra Hamkało). Babcia chłopaka (Katarzyna Łaniewska) marzy, żeby wnuk się ożenił, ale na horyzoncie pojawia się zagrożenie w postaci zalotnej pani inspektor Bożeny Dudałły (Anna Mucha). W tym samym czasie Kasia (Grażyna Błęcka-Kolska) i profesor Marian Wolański (Zdzisław Wardejn) przeżywają rozkwit swojego związku, zaś Barbara Wolańska (Ewa Kasprzyk) decyduje się na życie w celibacie. W dodatku do wsi Brzózki zbliża się nieoczekiwany gość – uwielbiająca luksus mama Marlenki (Dorota Stalińska).

## Obsada
| Aktor                   | Rola                                                    |
| ----------------------- | ------------------------------------------------------- |
| Grażyna Błęcka-Kolska   | Katarzyna Solska                                        |
| Katarzyna Łaniewska     | Maria Solska                                            |
| Nikodem Rozbicki        | Marcin Zawada                                           |
| Zdzisław Wardejn        | Marian Wolański                                         |
| Ewa Kasprzyk            | Barbara Wolańska                                        |
| Aleksandra Hamkało      | Agnieszka Wolańska                                      |
| Maciej Zakościelny      | Piotr Wolański                                          |
| Katarzyna Skrzynecka    | Marlena Wolańska                                        |
| Anna Mucha              | Inspektor Bożena Dudałła                                |
| Małgorzata Rożniatowska | Zofia Goździkowa                                        |
| Paweł Nowisz            | Józef Goździk                                           |
| Jerzy Rogalski          | Staszek Kolasa                                          |
| Wiktor Zborowski        | starosta Zygmunt Maciejak, dawniej naczelnik gminy      |
| Dorota Stalińska        | Honorata, mama Marleny                                  |
| Marian Opania           | Leopold Kapusta                                         |
| Karol Strasburger       | Kazimierz Janik                                         |
| Krzysztof Kiersznowski  | rowerzysta                                              |
| Barbara Zielińska       | pani Halinka                                            |
| Wojciech Solarz         | starszy posterunkowy Tadeusz, policjant z Brzózek       |
| Joanna Jarmołowicz      | młodszy aspirant Iwona Ząb, policjantka z Brzózek       |
| Mayu Gralińska Sakai    | Mary                                                    |
| Dariusz Toczek          | ksiądz                                                  |
| Elżbieta Romanowska     | recepcjonistka                                          |
| Arkadiusz Smoleński     | Starszy posterunkowy Adaś Majerski, policjant z Grabowa |
| Grzegorz Ciągardlak     | budowlaniec                                             |
| Robert Koszucki         | mężczyzna w kościele                                    |
| Violetta Arlak          | urzędniczka USC                                         |
| Krzysztof Szczepaniak   | Marcel                                                  |